# 조이 에어
조이 에어(영어: Joy Air, 중국어: 幸福航空)는 중국동방항공과 AVIC I가 2008년 3월 29일 시안에 본사를 둔 항공사다. 이 항공사는 2009년 6월부터 시험 비행을 시작했으며, 2009년 말부터 여객 서비스를 시작했다.

## 역사
2009년 6월 1일 3대의 시안 MA60 터보프롭 기단과 함께 비행을 시작했다. 이 항공사는 중화인민공화국 서북부 중심으로 운항하려 했다. 2009년 말까지 시험비행을 하고, 4대의 시안 MA60 터보프로 승객 서비스를 시작했다. 이 회사는 주로 중국동방항공이 소유하고 있으며, 나머지는 AVIC그룹이 소유하고 있다. 차이나 이스턴은 회사의 자금 창출을 위해 자사주 대부분을 매각할 계획이다. 조이 에어는 8년 뒤인 2017년 코맥 ARJ21, 시안 MA60 50개를 보유할 것으로 예상된다.
조이 에어와 오케이 항공은 시안 MA700 항공기의 출시 고객으로 발표되었으며 2017년 첫 비행을 앞두고 있는 항공기 개발에 참여할 예정이다.

## 보유 기종
- 2019년 10월 기준으로 조이 에어는 다음과 같이 보유하고 있다.

## 갤러리

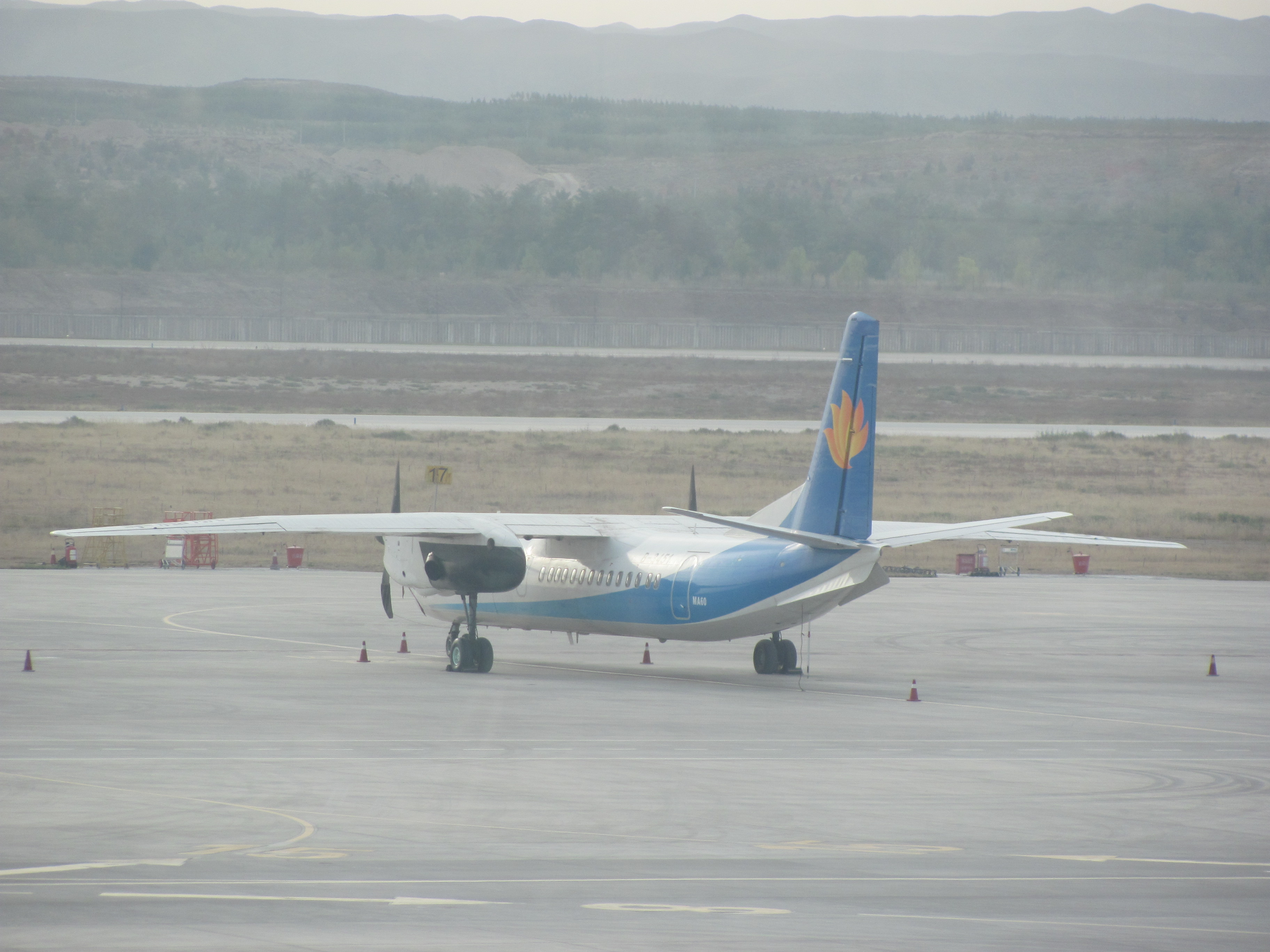
조이 에어의 시안 MA60